# Élections législatives tadjikes de 2025
Les élections législatives tadjikes de 2025 ont lieu le 2 mars 2025 afin de renouveler les 63 membres de l'Assemblée des représentants du Tadjikistan.
Le Parti démocratique populaire au pouvoir remporte sans surprise la majorité absolue des suffrages et la quasi-totalité des sièges.

## Contexte

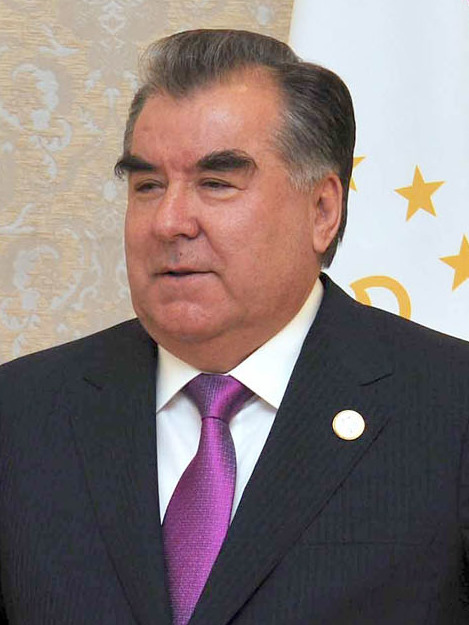
Emomali Rahmon.

Le Tadjikistan est dirigé depuis 1992 par le président de la République Emomali Rahmon. Il détient avec le Parti démocratique populaire une large majorité dans les deux chambres du Parlement. Le principal parti d'opposition, le Parti de la renaissance islamique est interdit en 2015 et les autres principaux partis autorisés sont alliés au pouvoir en place. Rahmon et son gouvernement sont régulièrement critiqués pour avoir réduit l'opposition et les médias indépendants au silence,. Le pays est également l'un des plus corrompus de la planète, étant placé à la 164 place sur 180 par le classement de Transparency International en 2024.
Lors des dernières élections législatives de mars 2020 en la quasi absence d'opposition, le Parti démocratique populaire remporte sans surprise la majorité absolue, malgré un léger recul. Les quelques autres sièges sont remportés par de petits partis inféodés au gouvernement, tandis que le Parti social démocrate, seul réel parti d'opposition restant, n'obtient aucun siège.

## Système électoral

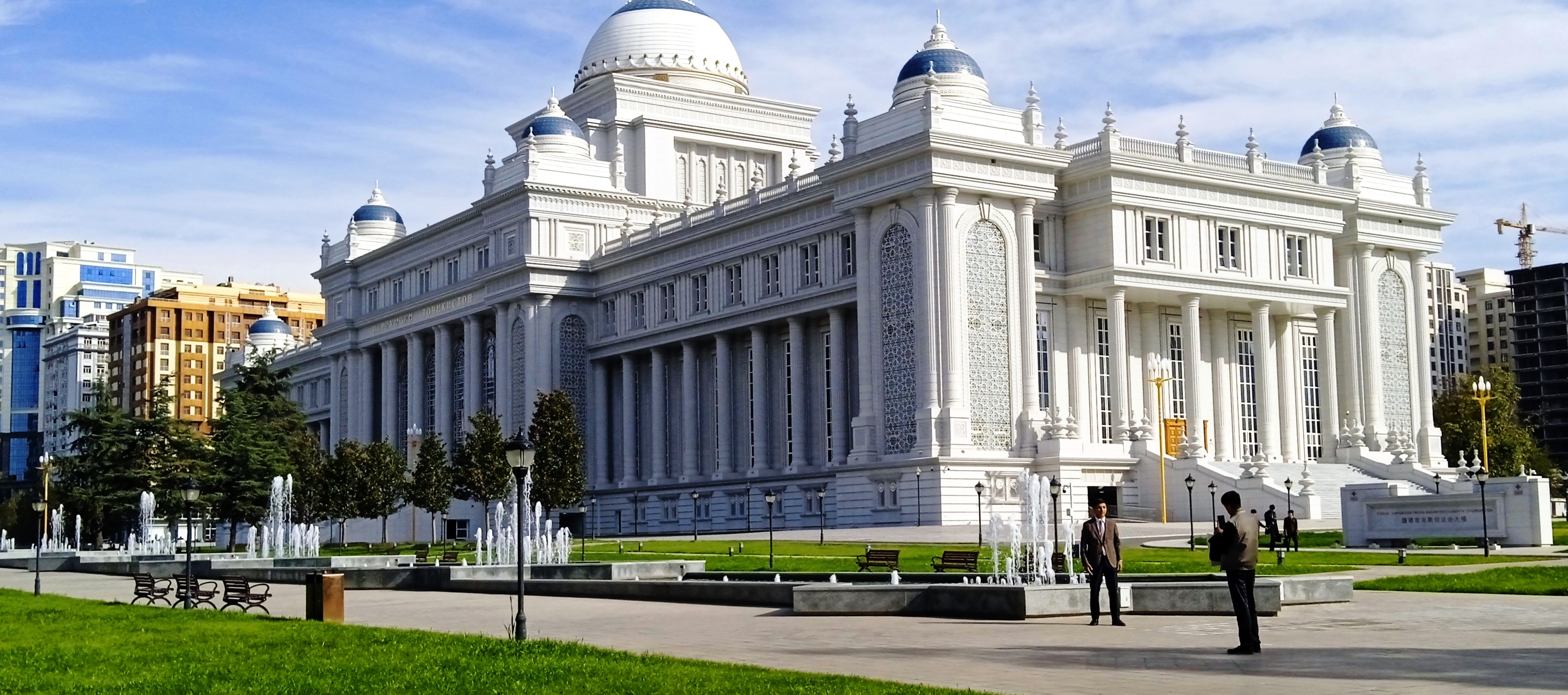
Nouveau siège de l'Assemblée suprême.

L'Assemblée des représentants est la chambre basse de l'Assemblée suprême, le parlement bicaméral du Tadjikistan. Elle est composée de 63 sièges renouvelés tous les cinq ans selon un mode de scrutin parallèle.
Sont ainsi à pourvoir 41 sièges au scrutin uninominal majoritaire à deux tours dans autant de circonscriptions électorales, auxquels se rajoutent 22 sièges pourvus au scrutin proportionnel plurinominal dans une unique circonscription nationale avec listes fermées et un seuil électoral de 5 %. 
Les électeurs ne disposent que d'un seul vote, celui pour un candidat dans une circonscription locale au premier tour comptant pour un vote pour son parti au niveau national. Dans chaque circonscription, un quorum de 50 % de participation est exigé pour que le résultat soit considéré valide.

## Résultats
|                           |                                |           |       |        |        |        |               |  |  |  |  |  |
| Parti                     | Parti                          | Votes     | %     | Sièges | Sièges | Sièges | Sièges        |  |  |  |  |  |
| Parti                     | Parti                          | Votes     | %     | SM1T   | SP     | Total  | +/-           |  |  |  |  |  |
|                           | Parti démocratique populaire   | 2 435 541 | 52,45 | 37     | 12     | 49     | 2             |  |  |  |  |  |
|                           | Parti agraire                  | 986 887   | 21,25 | 2      | 5      | 7      | en stagnation |  |  |  |  |  |
|                           | Parti des réformes économiques | 595 281   | 12,82 | 2      | 3      | 5      | en stagnation |  |  |  |  |  |
|                           | Parti socialiste               | 248 064   | 5,34  | 0      | 1      | 1      | en stagnation |  |  |  |  |  |
|                           | Parti démocratique             | 237 536   | 5,11  | 0      | 1      | 1      | en stagnation |  |  |  |  |  |
|                           | Parti communiste               | 89 738    | 1,93  | 0      | 0      | 0      | 2             |  |  |  |  |  |
| Aucun d'entre eux         | Aucun d'entre eux              | 50 895    | 1,10  |        |        |        |               |  |  |  |  |  |
|                           |                                |           |       |        |        |        |               |  |  |  |  |  |
| Suffrages exprimés        | Suffrages exprimés             | 4 643 942 | 98,54 |        |        |        |               |  |  |  |  |  |
| Votes blancs et invalides | Votes blancs et invalides      | 69 025    | 1,46  |        |        |        |               |  |  |  |  |  |
| Total                     | Total                          | 4 712 967 | 100   | 41     | 22     | 63     | en stagnation |  |  |  |  |  |
| Abstentions               | Abstentions                    | 809 071   | 14,65 |        |        |        |               |  |  |  |  |  |
| Inscrits / participation  | Inscrits / participation       | 5 522 038 | 85,35 |        |        |        |               |  |  |  |  |  |

## Analyses
En l'absence d'opposition, les résultats donnent sans surprise une très large majorité absolue au Parti démocratique populaire avec 49 des 63 sièges, soit deux de plus par rapport à 2020. Les sièges restant reviennent à des partis fantoches liés au régime en place. Le Parti communiste perd l'ensemble de ses sièges, une première depuis l'indépendance du pays en 1991,.
Le scrutin se déroule en l'absence de missions d'observations indépendantes et par l'exclusion des médias étrangers. Pour la première fois depuis 2000, le bureau des institutions démocratiques et des droits de l'homme (ODIHR), organe de l'OSCE, décide d'annuler sa mission deux semaines avant les élections par le manque de garantie d'accréditations d'observateurs par la commission électorale. Cette dernière n'accrédite également pas les médias indépendants non affiliés au gouvernement, tel que Radio Free Europe/Radio Liberty ou Asia-Plus, en invoquant des « problèmes administratifs »,.
Les élections législatives sont les dernières avant l'élection présidentielle prévue pour 2027, qui devrait voir Emomali Rahmon céder le pouvoir à son fils Rustam Emomali. La nouvelle législature de l'Assemblée des représentants s'ouvre le 19 mars 2025 et élit Faïzali Idizoda à sa tête,.